# Теорема о петле
Теорема о петле — обобщение леммы Дена. 
Доказана Христосом Папакирьякопулосом в 1956 году вместе с леммой Дена и теоремой о сфере.

## Формулировка
Обозначим через {\displaystyle D^{2}} единичный диск на плоскости.
Пусть {\displaystyle M} трёхмерное многообразие с непустым краем {\displaystyle \partial M} и
{\displaystyle f\colon (D^{2},\partial D^{2})\to (M,\partial M)}
есть отображение пары,
то есть {\displaystyle f\colon D^{2}\to M} есть непрерывное отображение, такое, что образ {\displaystyle f(\partial D^{2})\subset \partial M}.
Предположим, что сужение {\displaystyle f|_{\partial D^{2}}} не стягивается в {\displaystyle \partial M}. 
Тогда существует вложение 
{\displaystyle h\colon (D^{2},\partial D^{2})\to (M,\partial M)}
с тем же свойством.